# Penzsina
A Penzsina (oroszul: Пенжина) folyó Oroszország ázsiai részén, a Kamcsatkai határterületen.

## Földrajz
Hossza: 713 km, vízgyűjtő területe: 73 500 km², évi közepes vízhozama: 680 m³/s.
Kamcsatka északi részének nagy folyója. A Kamcsatkai határterület északnyugati részén, a Kolimai-felföld északi végénél ered és kelet felé tart. Felső szakaszán még hegyi folyó. Középső folyásán sík vidékre ér, onnan a Penzsinai-hegység mentén dél-délnyugat felé folytatja útját. Medre bizonytalan, számtalan kanyart, holtágat képez. Az  Ohotszki-tenger Selihovi-öbléből nyíló Penzsinai-öbölbe torkollik. Torkolata keskeny limánt képez.
Kamcsatka legnagyobb vízgyűjtő területtel rendelkező folyója, ehhez képest vízhozama nem túl jelentős. Elsősorban olvadékvizek és földalatti vizek táplálják. Novemberben befagy és május közepéig vagy végéig jég borítja.
Leghosszabb mellékfolyója jobb oldalon az Oklan (272 km vagy 304 km), bal oldalon a Csornaja (253 km) és a Belaja (304 km).